# Governo Mazzarino
Il Governo Mazzarino è stato il quinto esecutivo del Regno di Francia, in carica dal 4 dicembre 1642 al 9 marzo 1661. Il governo si insediò dopo la morte del Cardinale Richelieu, Primo ministro in carica, e la conseguente nomina di un suo stretto collaboratore, l'italiano Cardinale Giulio Mazzarino. L'anno seguente morì anche il Re Luigi XIII, con il nuovo Re, Luigi XIV, avente l'età di soli cinque anni. Si instaurò dunque una lunga reggenza guidata dalla regina madre Anna, confidente e secondo alcuni amante del Cardinale, che durò fino al 1651, quando il Re raggiunse la maggiore età. Il governo dovette affrontare la fortissima opposizione sia della nobiltà che del popolo, coalizzatisi contro la monarchia nelle grandi rivolte della Fronda parlamentare (1648-1649) e della Fronda nobiliare (1649-1653), conclusesi con la sconfitta degli insorti. In politica estera il governo portò a termine la Guerra dei trent'anni iniziata dal precedente (1648) e combatté una lunga guerra contro la Spagna (1649-1661), che portarono la Francia a divenire la più grande potenza militare del continente europeo. Il governo proseguì anche dopo la maggiore età di Luigi XIV (1651), fino alla morte del Cardinale Mazzarino, sopraggiunta il 9 marzo 1661. Dopo la morte del mentore, il giovane re decise di governare senza un Primo ministro, dando inizio ad un lungo governo personale.

## Composizione
| Presidenza                                                         | Presidenza | Presidenza                                                        | Presidenza                             | Presidenza | Presidenza |
| Segretariato                                                       | Titolare   | Titolare                                                          | Titolare                               | Partito    |            |
| ------------------------------------------------------------------ | ---------- | ----------------------------------------------------------------- | -------------------------------------- | ---------- | ---------- |
| Principale Ministro di Stato                                       |            | Giulio Mazzarino                                                  |                                        |            |            |
| Ministri di Stato                                                  |            |                                                                   |                                        |            |            |
| Segretariato                                                       | Titolare   | Titolare                                                          | Titolare                               | Partito    |            |
| Ministro di Stato per le province interne                          |            | Henri de Guénegaud                                                |                                        |            |            |
| Ministro di Stato per le province di confine                       |            | Michel Le Tellier                                                 |                                        |            |            |
| Ministro di Stato per le colonie                                   |            | Henri de Guénegaud                                                |                                        |            |            |
| Ministri                                                           |            |                                                                   |                                        |            |            |
| Segretariato                                                       | Titolare   | Titolare                                                          | Titolare                               | Partito    |            |
| Cancelliere Guardasigilli                                          |            | Pierre Séguier                                                    | fino al 6 settembre 1651               |            |            |
| Cancelliere Guardasigilli                                          |            | Mathieu Molé                                                      | dal 6 settembre 1651 al 3 gennaio 1656 |            |            |
| Cancelliere Guardasigilli                                          |            | Pierre Séguier                                                    | dal 3 gennaio 1656                     |            |            |
| Segretario di stato per gli affari esteri                          |            | Henri Auguste de Loménie                                          |                                        |            |            |
| Segretario di stato per la guerra                                  |            | Michel Le Teller                                                  |                                        |            |            |
| Segretario di stato per la marina                                  |            | Henri de Guénegaud                                                |                                        |            |            |
| Sovrintendente alle finanze Presidente del Consiglio delle Finanze |            | Nicolas de Bailleul, Claude de Mesmes e Michel Particelli d'Émery | fino al 16 luglio 1647                 |            |            |
| Sovrintendente alle finanze Presidente del Consiglio delle Finanze |            | Claude de Mesmes e Michel Particelli d'Émery                      | dal 16 luglio 1647 al 25 maggio 1650   |            |            |
| Sovrintendente alle finanze Presidente del Consiglio delle Finanze |            | Charles de la Vieuville                                           | dal 25 maggio 1650 al 2 gennaio 1653   |            |            |
| Sovrintendente alle finanze Presidente del Consiglio delle Finanze |            | Nicolas Fouquet e Abel Servien                                    | dal 2 gennaio 1653 al 17 febbraio 1659 |            |            |
| Sovrintendente alle finanze Presidente del Consiglio delle Finanze |            | Nicolas Fouquet                                                   | dal 17 febbraio 1659                   |            |            |
| Ministri senza portafoglio                                         |            |                                                                   |                                        |            |            |
| Segretariato                                                       | Titolare   | Titolare                                                          | Titolare                               | Partito    |            |
| Segretario di stato della Maison du Roi                            |            | Henri de Guénegaud                                                |                                        |            |            |
| Segretario di stato per gli affari della Religione Riformata       |            | Louis Raymond Phélypeaux de La Vrillière                          |                                        |            |            |